# 바하 플라워 요법

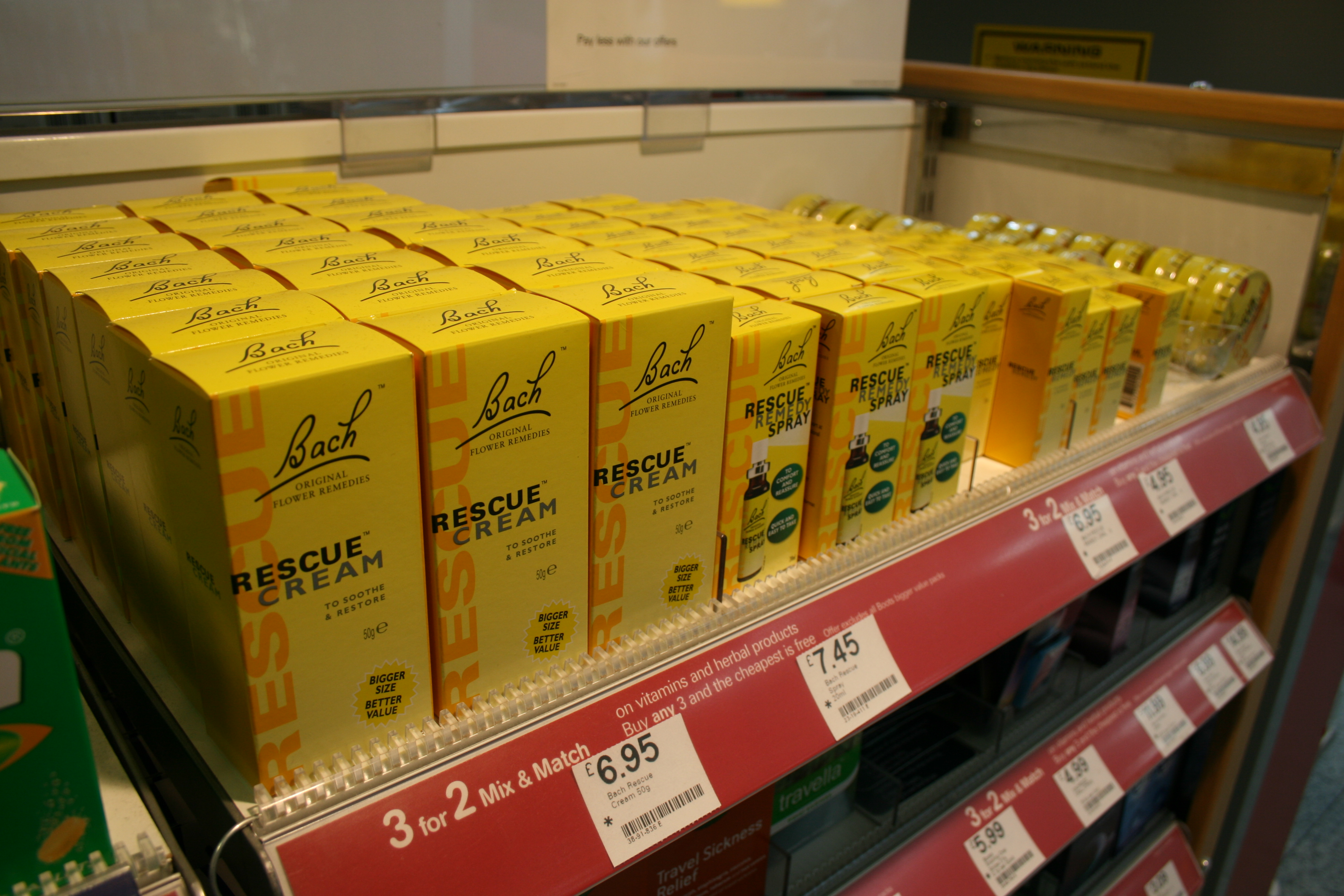

배치 플라워 요법(Bach flower remedies)은 여러 질환의 원인으로 추정되는 감정적 요인에 작용하여 질환을 완화하는 보조 요법이다.  에드워드 배치 박사가 개발하였다.

## 같이 보기
대체 암 치료법